# HEAO-3

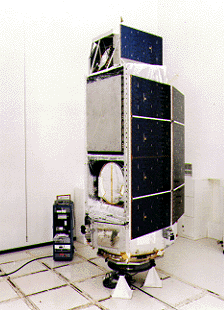
HEAO-3

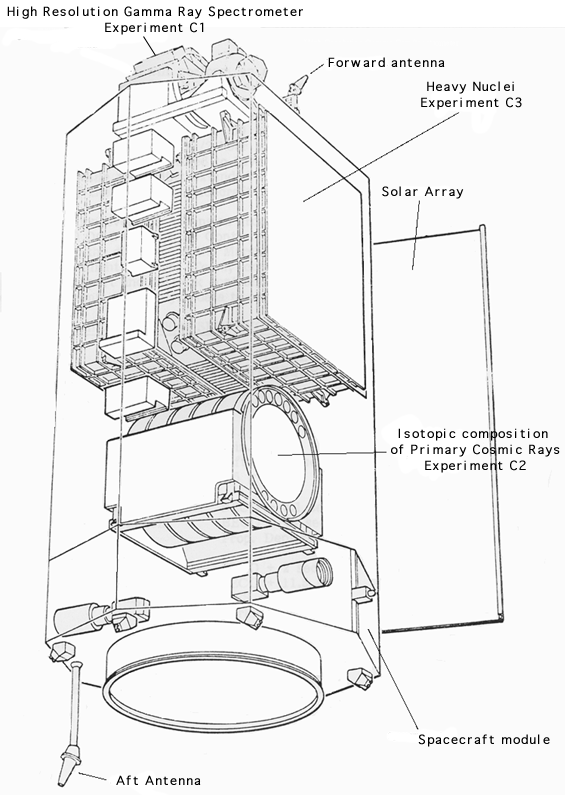
HEAO-3の模式図

HEAO-3(High Energy Astronomy Observatory 3)は、アメリカ航空宇宙局のHEAO計画の3機のうち最後の天体望遠鏡であり、1979年9月20日にアトラス・セントールで打ち上げられ、軌道傾斜角43.6°初期近点486.4kmのほぼ円の低軌道に乗せられた。通常の運用モードは、継続的な天体のスキャンで、太陽を指す探査機のZ軸に沿って20分毎に1回転している。打上げ時の機体の合計質量は、2,660.0kgであった。
HEAO-3には3つの科学機器が搭載された。1つ目は、極低温の高解像度ゲルマニウムガンマ線分光計で、後の2つは宇宙線検出のための機器である。それぞれの機器の目的は次の通りである。
1. 0.06から10MeVのX線源及びガンマ線源の強さ、スペクトル、時間挙動を分析し、背景の拡散X線及びガンマ線の等方性を測定する。また、X線とガンマ線の輝線を探索する。
2. 原子量7から56の間で宇宙線流束に最も多く含まれる同位体を決定し、また原子番号4から50の間の各元素を決定する。
3. 原子番号120までの超重原子核を探索し、原子番号20以上の原子核の組成を測定する。

## ガンマ線分光計実験
HEAO"C-1"機器は、掃天実験のための機器で、硬X線と低エネルギーガンマ線の帯域で運用される。ガンマ線分光計は、特に恒星や銀河、星間物質中の陽電子の対消滅や星間物質と宇宙線の相互作用、宇宙線原子核合成における放射性生成物、低エネルギー宇宙線による核反応等で生成される511keVのガンマ線を検出するために設計された。さらに、既知の硬X線源に対するスペクトルや時間挙動についても詳細な調査が行われた。
実験機材には、背景輻射を抑えるために平均6.6cmの厚いヨウ化セシウムのシンチレーションシールドに収められた、合計約100cm3の大きさの低温p型高純度ゲルマニウムガンマ線検出器がある。実験では、0.045から10MeVのエネルギー区間にあるガンマ線のエネルギーが測定される。ゲルマニウム検出器の当初のエネルギー解像度は1.33MeVで2.5keV以上で、線感度は、エネルギーに依存して1.E-4から1.E-5 /sq cm-sある。主要な実験パラメータは、(1)幾何学的因子:11.1 sq cm-sr、(2)実効面積:100keVで～75 cm2、(3)視野:45keVで半値幅～30°、(4)時間解像度:0.1ミリ秒以下（ゲルマニウム検出器）、10秒（ヨウ化セシウム検出器）である。ガンマ線分光計は、低温化装置が停止した1980年6月1日まで運用した。ゲルマニウム検出器のエネルギー解像度は、放射による損傷により、おおよそエネルギーと時間に比例して減少する。主なデータは、NASA HESARCとジェット推進研究所から得られる。機器、軌道、データや探査機の維持監理の情報等が1600bpiのテープに収められているが、より近代的なメディアに保存されたものもある。この実験は、アラン・ヤコブソンの指揮の下で、ジェット推進研究所により提案、開発、運営された。

## 宇宙線中の同位体組成実験
HEAO"C-2"実験は、宇宙線中の原子番号4から26までの相対同位体比と原子番号50までの元素の存在量を測定するものであった。チェレンコフ計数器とホドスコープは、地球の磁場とともに分光計を形成する。これらの機器は、2から25GeV/c（cは光速）の運動量範囲の宇宙線の電荷と質量を10%の正確さで測定する。指揮したのは、主要発明者のProf. Bernard PetersとDr. Lyoie Koch-Miramondである。この実験の主なデータベースは、Centre Etudes Nuclearires de SaclayとDanish Space Research Instituteにある。データは、1985年にEngelmanらにより提供された。

## 重核実験
HEAO"C-3"実験の目的は、宇宙線源の同定や原子核合成、伝搬モードの解明等のため、宇宙線中の原子番号17から120のエネルギー区間0.3から10GeVの原子核の電荷スペクトルを測定することであった。検出器は、上下両頭のホドスコープと3つの電離箱から構成されていた。両端は、チェレンコフ放射体によって分離されていた。幾何学的因子は4 sq cm-srであった。電離箱は、低エネルギーでは0.24電荷単位、高エネルギーや高原始番号では、0.39電荷単位に分解できた。チェレンコフ計数器は0.3から0.4電荷単位に分解できた。Binnsらはさらに詳細を記している。実験は、Edward C. Stone、Dr. Martin H. Israel、Dr. Cecil J. Waddingtonらの指揮の下、カリフォルニア工科大学のSpace Radiation Laboratory が提案、運営した。

## プロジェクト
HEAO-3は、NASAのマーシャル宇宙飛行センターが運営したHEAO計画の最後のミッションであり、主要製造者はTRWであった。